# 质量通量
质量通量（mass flux）是指單位時間內通過單位面積的質量，常用j、J、φ或Φ 表示，有時會加下標m表示是針對質量的通量。其國際標準制單位為kg s-1 m-2。

## 定義
质量通量可以用以下的極限來定義：
{\displaystyle j_{m}=\lim \limits _{A\rightarrow 0}{\frac {I_{m}}{A}}}
其中
{\displaystyle I_{m}=\lim \limits _{\Delta t\rightarrow 0}{\frac {\Delta m}{\Delta t}}={\frac {dm}{dt}}}
是單位時間的質量，而A是質量所通過的截面積。
若要計算向量形式的质量通量jm，需要計算從時間t1到t2之間通過表面S的曲面积分，可以得到在時間(t2 − t1)內通過表面的總質量：
{\displaystyle m=\int _{t_{1}}^{t_{2}}\iint _{S}\mathbf {j} _{m}\cdot \mathbf {\hat {n}} {\rm {d}}A{\rm {d}}t}
要計算的面積可能是平坦或是彎曲的，也可能是一個曲面或是一截面積。例如考慮流過管路內的流體，則其面積就是指定區域的截面積。
向量面積是由面積大小A和面積的單位法向量{\displaystyle \mathbf {\hat {n}} }組合而成的物理量，其關係是{\displaystyle \mathbf {A} =A\mathbf {\hat {n}} }。
若质量通量jm和截面積的法向量{\displaystyle \mathbf {\hat {n}} }有θ度的夾角，則
{\displaystyle \mathbf {j} _{m}\cdot \mathbf {\hat {n}} =j_{m}\cos \theta }
其中·為向量的內積，因此通過截面積的质量通量為jm cos θ，而沿著截面積切線的质量通量為jm sin θ，但這部份的分量沒有通過截面積。

## 流體方程

### 替代方程
配合向量的定義，質量通量也可以表示為下式：
{\displaystyle \mathbf {j} _{\rm {m}}=\rho \mathbf {u} }
其中：
- ρ 為密度，
- u 為流體的流速

有時可以用此方程來定義向量形式的質量通量。

### 混合流體的質量通量及莫耳通量
若流體是多種物質的混合物，需依混合物中的各個成份個別計算質量通量。
若流體中只有一種物質，適合用質量通量來表示，但若流體中包括許多不同的粒子，此時比較適合用另一個類似的物理量來描述，稱為莫耳通量。

#### 質量通量
若使用質量通量，成份i的質量通量為： 
{\displaystyle \mathbf {j} _{{\rm {m}},\,i}=\rho _{i}\mathbf {u} _{i}}
成份i的質心質量通量（barycentric mass flux）為：
{\displaystyle \mathbf {j} _{{\rm {m}},\,i}=\rho \left(\mathbf {u} _{i}-\langle \mathbf {u} \rangle \right)}
其中{\displaystyle \langle \mathbf {u} \rangle }為混合物中所有成份的平均质量流速（mass velocity），可以用下式計算：
{\displaystyle \langle \mathbf {u} \rangle ={\frac {1}{\rho }}\sum _{i}\rho _{i}\mathbf {u} _{i}={\frac {1}{\rho }}\sum _{i}\mathbf {j} _{{\rm {m}},\,i}}
其中：
- ρ為混合物的平均密度
- ρi為成份i的密度
- u i為成份i的速度

平均速度是依所有成份依密度加權來計算平均。

#### 莫耳通量
若將上式的密度ρ改為莫耳數n，則可計算莫耳通量。
莫耳通量是單位時間通過單位體積的莫耳數：
{\displaystyle \mathbf {j} _{\rm {n}}=n\mathbf {u} }
因此成份i的莫耳通量（單位時間通過單位體積的莫耳數）為：
{\displaystyle \mathbf {j} _{{\rm {n}},\,i}=n_{i}\mathbf {u} _{i}}
成份i的質心莫耳通量（barycentric molar flux）為：
{\displaystyle \mathbf {j} _{{\rm {n}},\,i}=n\left(\mathbf {u} _{i}-\langle \mathbf {u} \rangle \right)}
此時{\displaystyle \langle \mathbf {u} \rangle }則是混合物中所有成份的莫耳速度（molar velocity）：
{\displaystyle \langle \mathbf {u} \rangle ={\frac {1}{n}}\sum _{i}n_{i}\mathbf {u} _{i}={\frac {1}{n}}\sum _{i}\mathbf {j} _{{\rm {m}},\,i}}

## 用法
在流體動力學的連續方程式中會用到质量通量：
{\displaystyle \nabla \cdot \mathbf {j} _{\rm {m}}+{\frac {\partial \rho }{\partial t}}=0}
上述方程式表示流體的質量守恆，流體只能從一處流到另一處。
莫耳通量則出現在有關擴散作用的菲克第一定律中：
{\displaystyle \nabla \cdot \mathbf {j} _{\rm {n}}=-\nabla \cdot D\nabla c}
其中D為擴散係數，c為物質的濃度。